# Wohn- und Wirtschaftsgebäude Jeerhofer Weg 2

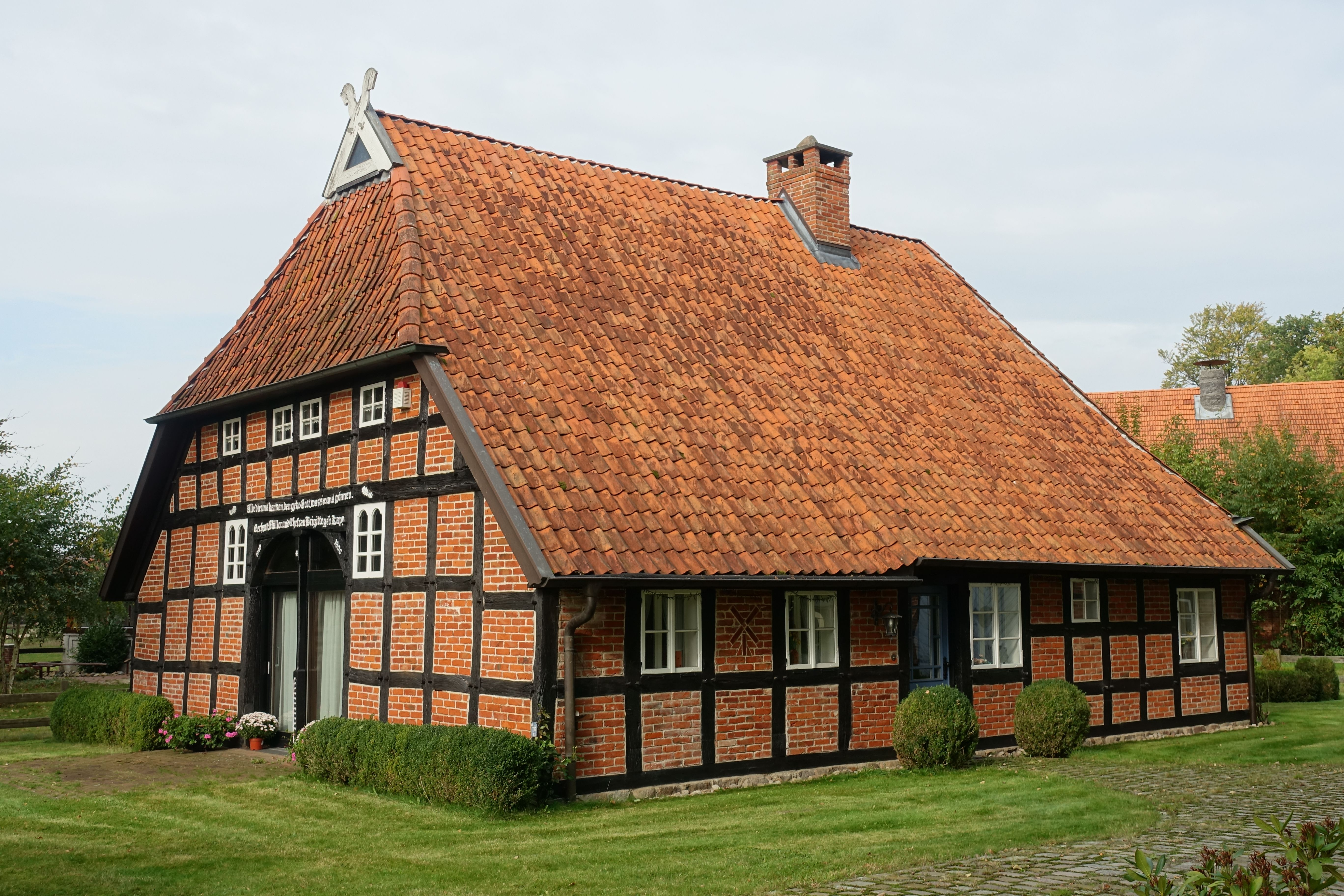
Süd- und Ostfassade (2022)

Das Wohn- und Wirtschaftsgebäude Jeerhofer Weg 2 in der niedersächsischen Gemeinde Bötersen wurde zur Mitte des 18. Jahrhunderts gebaut und 1936 um ein Wohnhaus ergänzt. Aktuell (2025) wird es zum Wohnen genutzt.
Das Gebäude steht unter Denkmalschutz (siehe auch Liste der Baudenkmale in Bötersen).

## Geschichte und Beschreibung
Die Gemeinde Bötersen wurde 1340 erstmals erwähnt. Sie gehört seit 1974 zur Samtgemeinde Sottrum im Landkreis Rotenburg (Wümme). 
Das giebelständige Gebäude als Zweiständer-Hallenhaus in Fachwerk mit Steinausfachungen, ziegelgedecktem Krüppelwalmdach, Niedersachsengiebel mit Uhlenloch, Pferdeköpfen und später (1999, Inschrift) verglaster Grooter Door mit Korbbogen wurde 1800 (Inschrift) als Häuslingshaus gebaut.
Häuslingshäuser entstanden für Knechte, Mägde, Gesinde oder jüngere Brüder von Bauern, die auf dem Bauernhof arbeiteten und dafür mietfrei oder gegen geringe Miete in dem Haus wohnen durften. Sie bewirtschafteten auf eigene Rechnung etwas Pachtland und hielten auch etwas Vieh.
Das Landesdenkmalamt befand u. a.: „… ein regionstypisches Hallenhaus des 18. Jahrhunderts in Zweiständerkonstruktion … .“